# Česká Bělá
Česká Bělá (německy Böhmisch Bela; v letech 1869–1890 Bělá) je městys v okrese Havlíčkův Brod v Kraji Vysočina. Leží 9,2 km od Havlíčkova Brodu. Jméno dostal podle barvy vody potoka Bělá, který zde protéká a vlévá se do Sázavy.
Žije zde přibližně 1 100 obyvatel, kteří mohou využívat tři prodejny smíšeného zboží, jedno pohostinství, zdravotní středisko, poštu, školu, mateřskou školku, knihovnu, kadeřnictví, fotbalové hřiště, dále jsou v obci i zemědělské a dřevozpracující podniky, autoopravny, truhlářství a další služby. Ze spolkového života v obci stojí za zmínku tradiční organizace hasičů, chovatelů a myslivců, fotbalový a hokejový oddíl, aktivní je také organizace svazu žen Sluníčko. Česká Bělá je také sídlem římskokatolické farnosti.

## Historie
První písemná zmínka o obci pochází z roku 1257. Městem se stává již v roce 1278. Původně česká osada se ve 13. století stává těžebním centrem stříbra. Tehdy sem přišli němečtí horníci. Po vyčerpání stříbrných ložisek městys opouští. V 16. století je vlastníkem Jan z Perštýna. V roce 1599 městys kupuje město Německý Brod, které je vlastníkem až do roku 1731. Poté patří hraběti Šporkovi, Štěpánu Langrovi, Františku Sajfertovi. Posledně jmenovaný založil zámecký park. Na konci první světové války zasáhla obec epidemie španělské chřipky, kdy zemřelo 17 místních občanů. Oběti byly i za druhé světové války.
V roce 1961 se stal Cibotín částí obce. V roce 1995 byla otevřena nová škola. V roce 2002 bylo postaveno fotbalové hřiště a zázemí, v roce 2004 vznikl fotbalový klub. Od 10. října 2006 byl obci vrácen status městyse. V roce 2009 byla v České Bělé otevřena pojišťovna, a to na stejném místě, kde byl v České Bělé finanční ústav již před druhou světovou válkou. V roce 2010 byl zprovozněn obchvat městysu, tím se snížil provoz na komunikaci protínající městys. Především se snížil počet projíždějících kamionů, které často v zimních měsících ucpávaly komunikaci. V roce 2012 proběhla oprava mostu přes potok Bělá, což paralyzovalo několik měsíců dopravu v obci. V roce 2013 byla obnovena tradice masopustních průvodů.

## Přírodní poměry
Obcí protéká potok Bělá, na němž se přímo v obci rozkládají Prokšův rybník a Horní rybník. Východně protéká potok Březina, který se vlévá do Bělé. Jižně stojí Ševcův kopec (569 m). V zámeckém parku v centru obce, vpravo u silnice Česká Bělá-Macourov roste 19metrová památná borovice Jeffreyova a 100 m severně od Kasalova mlýna při pravém břehu Bělského potoka stojí 35metrový památný smrk ztepilý.

## Obyvatelstvo
Podle sčítání 1930 zde žilo v 174 domech 951 obyvatel. 944 obyvatel se hlásilo k československé národnosti. Žilo zde 887 římských katolíků, 4 evangelíci, 48 příslušníků Církve československé husitské a 3 židé.
| Rok            | 1869  | 1880  | 1890  | 1900  | 1910  | 1921  | 1930  | 1950 | 1961  | 1970  | 1980 | 1991 | 2001 | 2006  | 2014  |
| -------------- | ----- | ----- | ----- | ----- | ----- | ----- | ----- | ---- | ----- | ----- | ---- | ---- | ---- | ----- | ----- |
| Počet obyvatel | 1 370 | 1 336 | 1 317 | 1 345 | 1 386 | 1 312 | 1 174 | 985  | 1 005 | 1 019 | 934  | 891  | 921  | 1 011 | 1 021 |

## Místní části
- Česká Bělá
- Cibotín

## Znak a vlajka
Právo užívat znak a vlajku bylo obci uděleno rozhodnutím Poslanecké sněmovny Parlamentu České republiky dne 15. června 2015. V červeném štítě znaku se nachází český lev nad zvýšenou zelenou patou, v ní kosmý mlátek šikmo přeložený želízkem, obojí stříbrné. Vlajku tvoří dva vodorovné pruhy, červený a zelený, v poměru 5 : 3. V horním pruhu český lev, v dolním kosmo mlátek šikmo přeložený želízkem, obojí bílé. Poměr šířky k délce listu je 2 : 3.

## Školství
- Základní škola a Mateřská škola Česká Bělá

## Pamětihodnosti
- Kostel svatého Bartoloměje – Původně gotický kostel ze 14. století, presbytář, věž a obvodní zdi byly nově postaveny ve třetí čtvrtině 15. století. Po roce 1700 byla přistavěna sakristie a upraveno průčelí, r. 1734 přistavěna loď dle staršího návrhu J. Santiniho. Interiér je z 19. století.
- Barokní kaple čtrnácti pomocníků z roku 1762 stojí na Šibeniční hoře.
- Technická památka letecký maják na kótě 569 m n. m.
- Památník padlých z první světové války

## Galerie

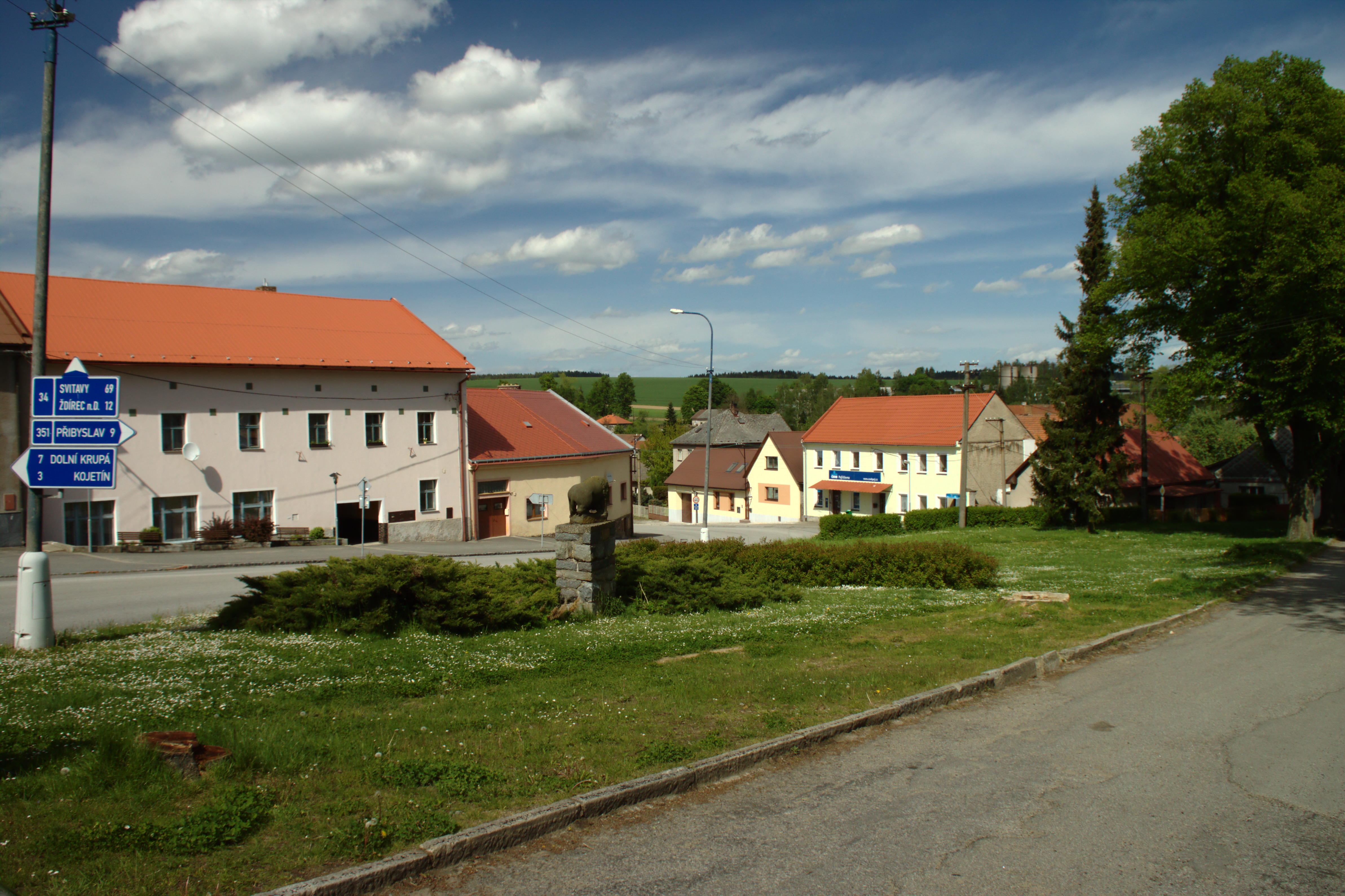
Náves
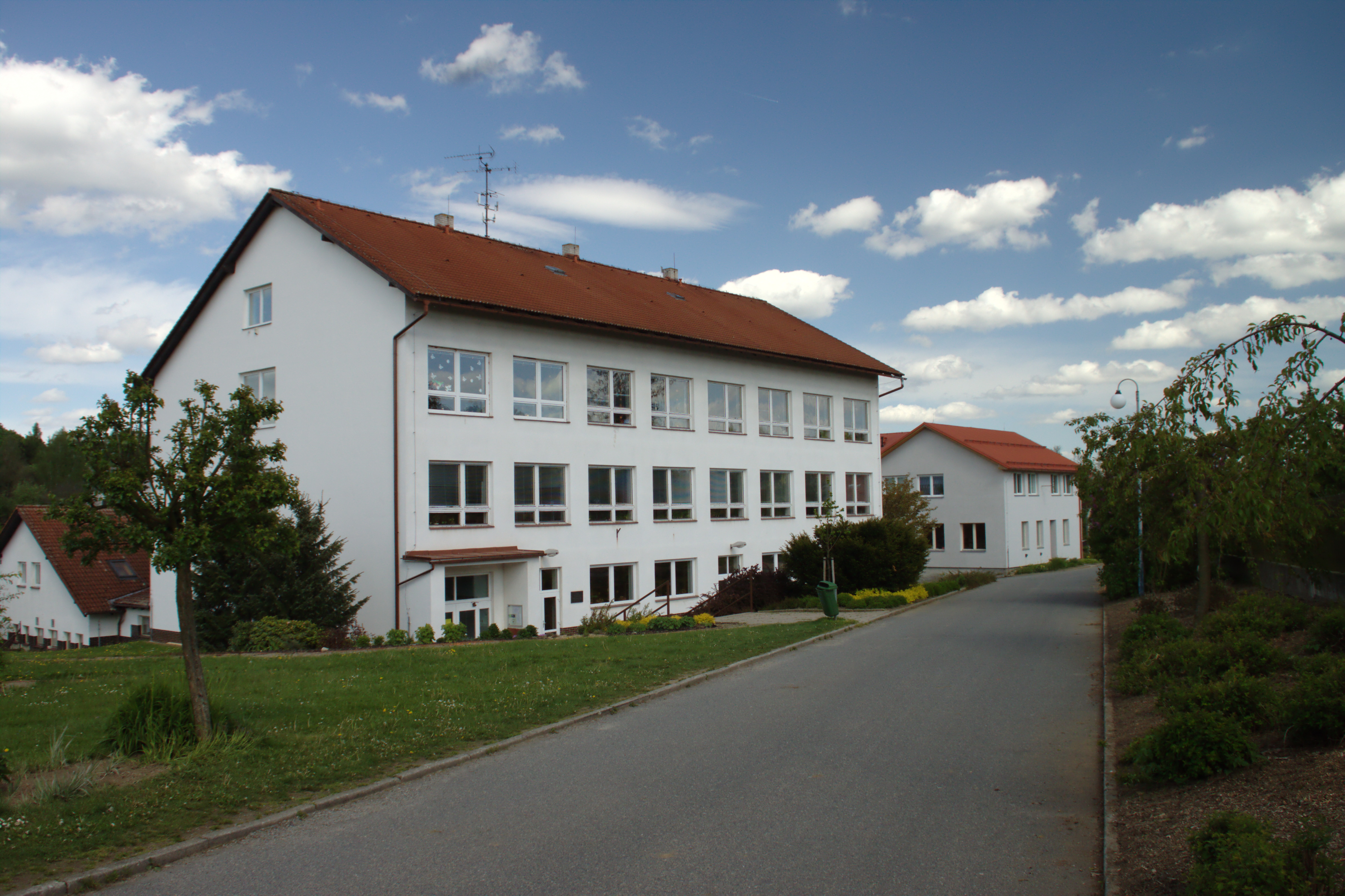
Škola
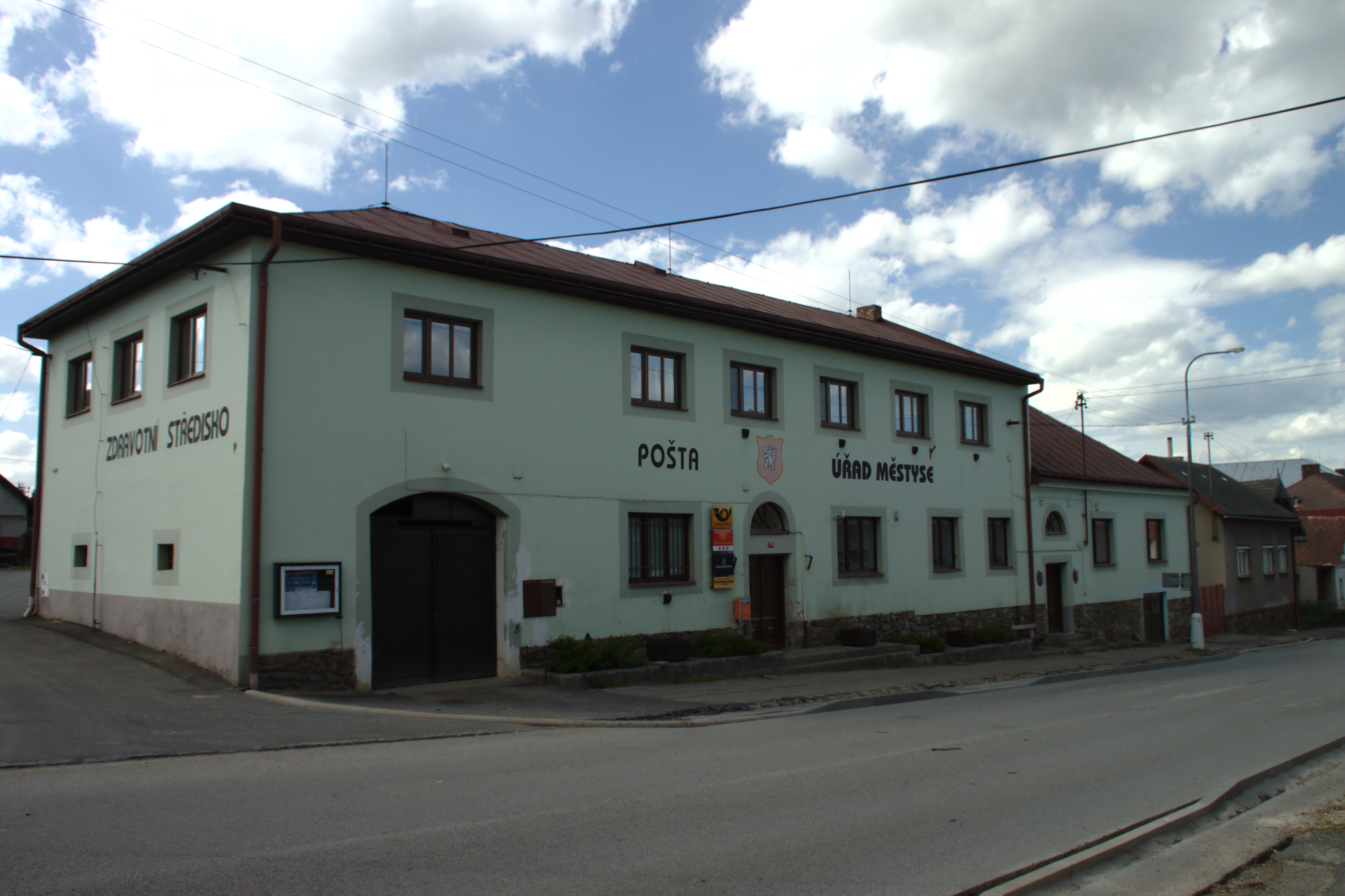
Úřad městyse
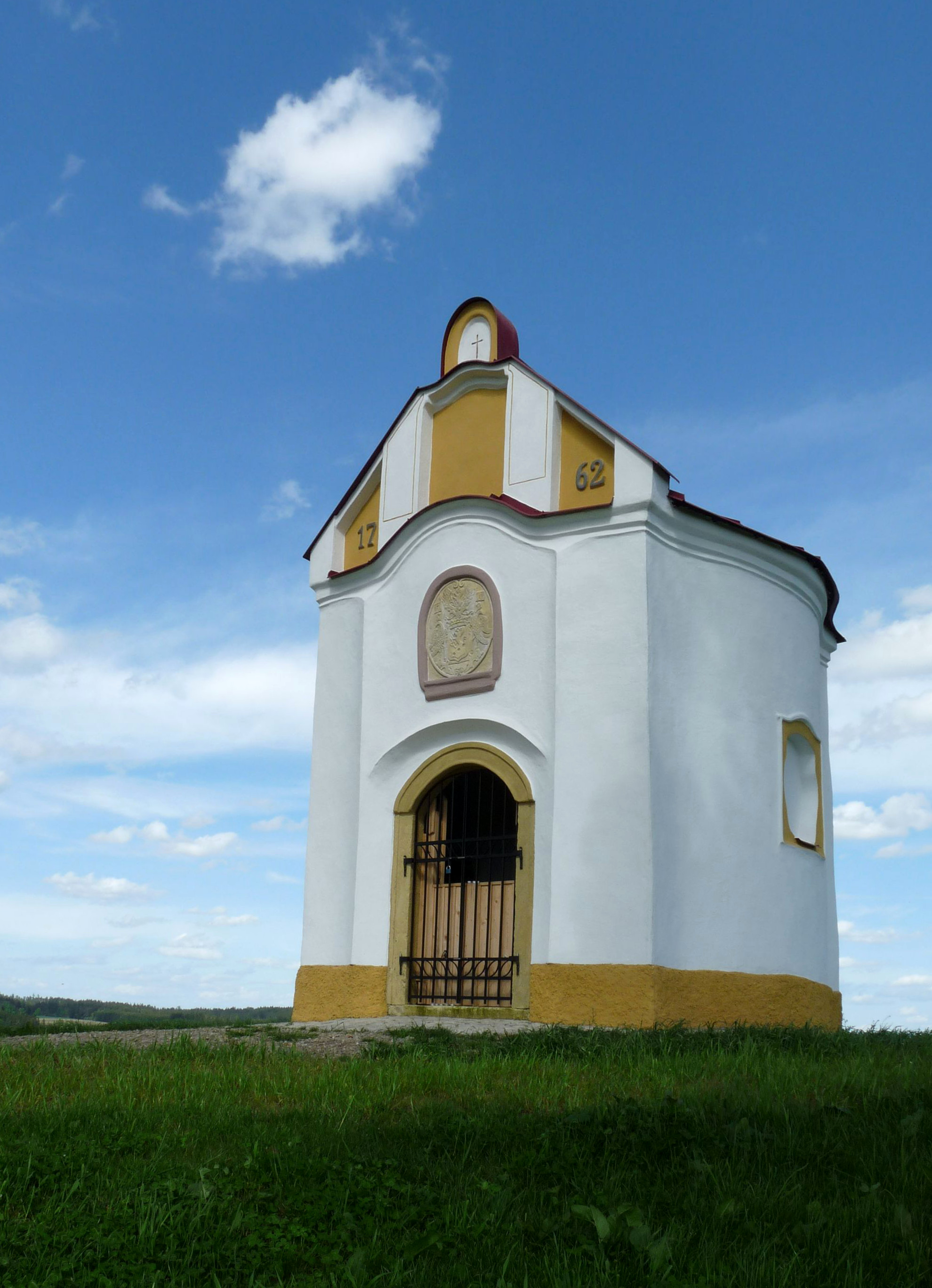
Kaple Čtrnácti svatých pomocníků

## Rodáci
- Jan Emanuel Doležálek (1780–1858), hudební skladatel
- Václav Fiedler (1887–1948), historik
- Bedřich Piskač (1898–1929), malíř
- Dagmar Dykyjová (1914–2011), vědkyně, botanička